# Cakchiquel
Die Cakchiquel, auch Kaqchikel sind ein indigenes Maya-Volk in Guatemala.

## Geschichte
Die Cakchiquel waren während der Postklassik enge Verbündete der das Hochland von Guatemala dominierenden Quiché. Kurz vor der Conquista, wandelte sich diese Beziehung um 1500 von einem moderaten Vasallenverhältnis zu offener Feindschaft. Es gab eine westliche Gruppe mit dem Zentrum Iximché und eine östliche Gruppe mit dem Zentrum Jilotepeque Viejo. Die westliche Gruppe alliierte sich auf eigene Initiative hin 1524 mit Pedro de Alvarado und hatte somit wesentlichen Anteil an der Unterwerfung der Hochlandmaya durch die Spanier. Ihre Geschichte bis zur spanischen Eroberung wurde in der frühen Kolonialzeit u. a. in den Annalen der Cakchiquel niedergeschrieben.

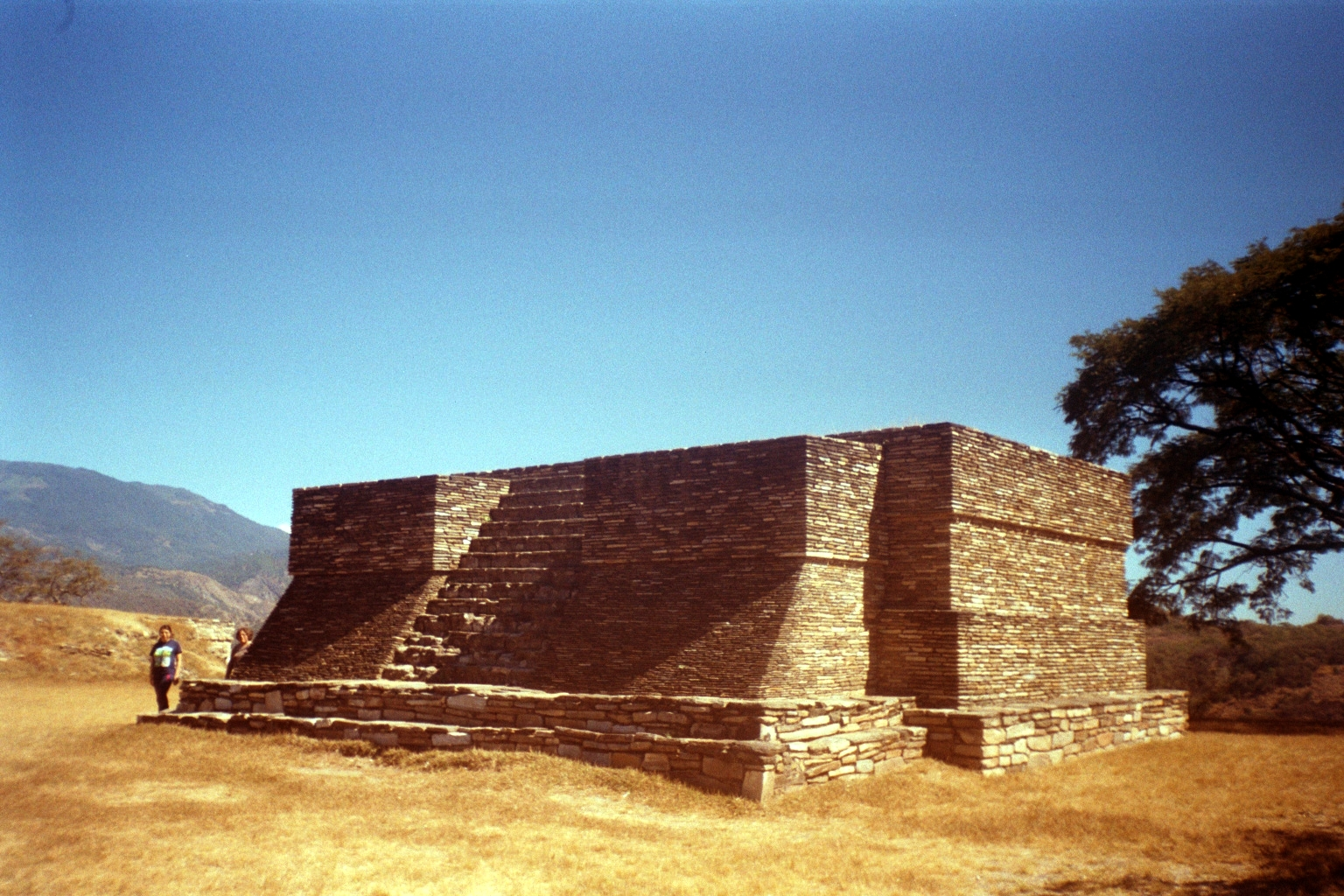
Tempelpyramide in Jilotepeque Viejo (2005)
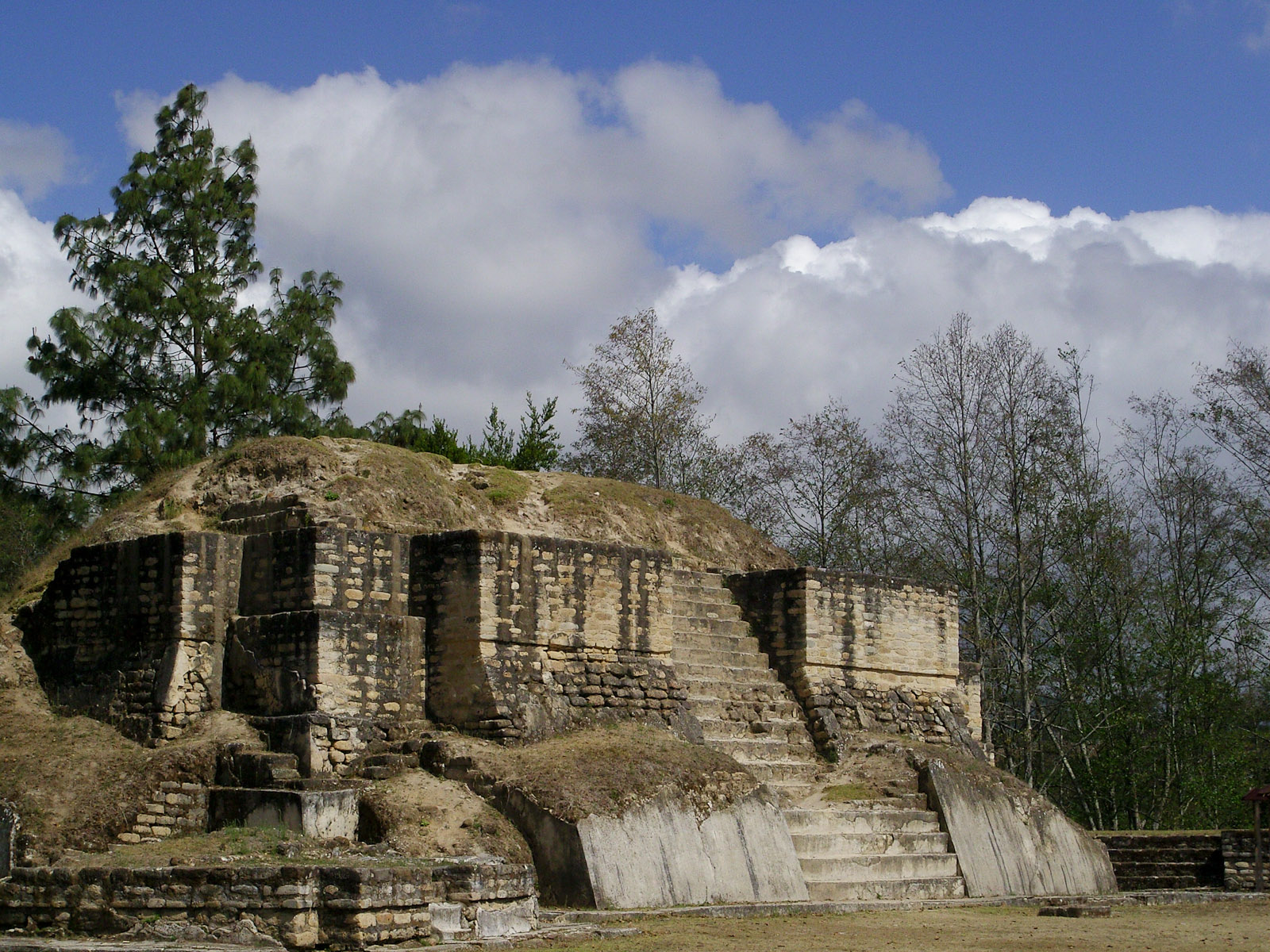
Tempelpyramide in Iximché (2008)

## Gegenwart
Zu Beginn des 21. Jahrhunderts bezeichnen sich über 800.000 Guatemalteken als Cakchiquel, von denen fast 450.000 angeben, Cakchiquel-Muttersprachler zu sein. Damit zählen die Cakchiquel noch heute zu den zahlreichsten Mayavölkern und pflegen eine der meistgesprochenen Maya-Sprachen. Das Siedlungsgebiet umfasst schwerpunktmäßig die Departements Chimaltenango, Sololá und Sacatepéquez.

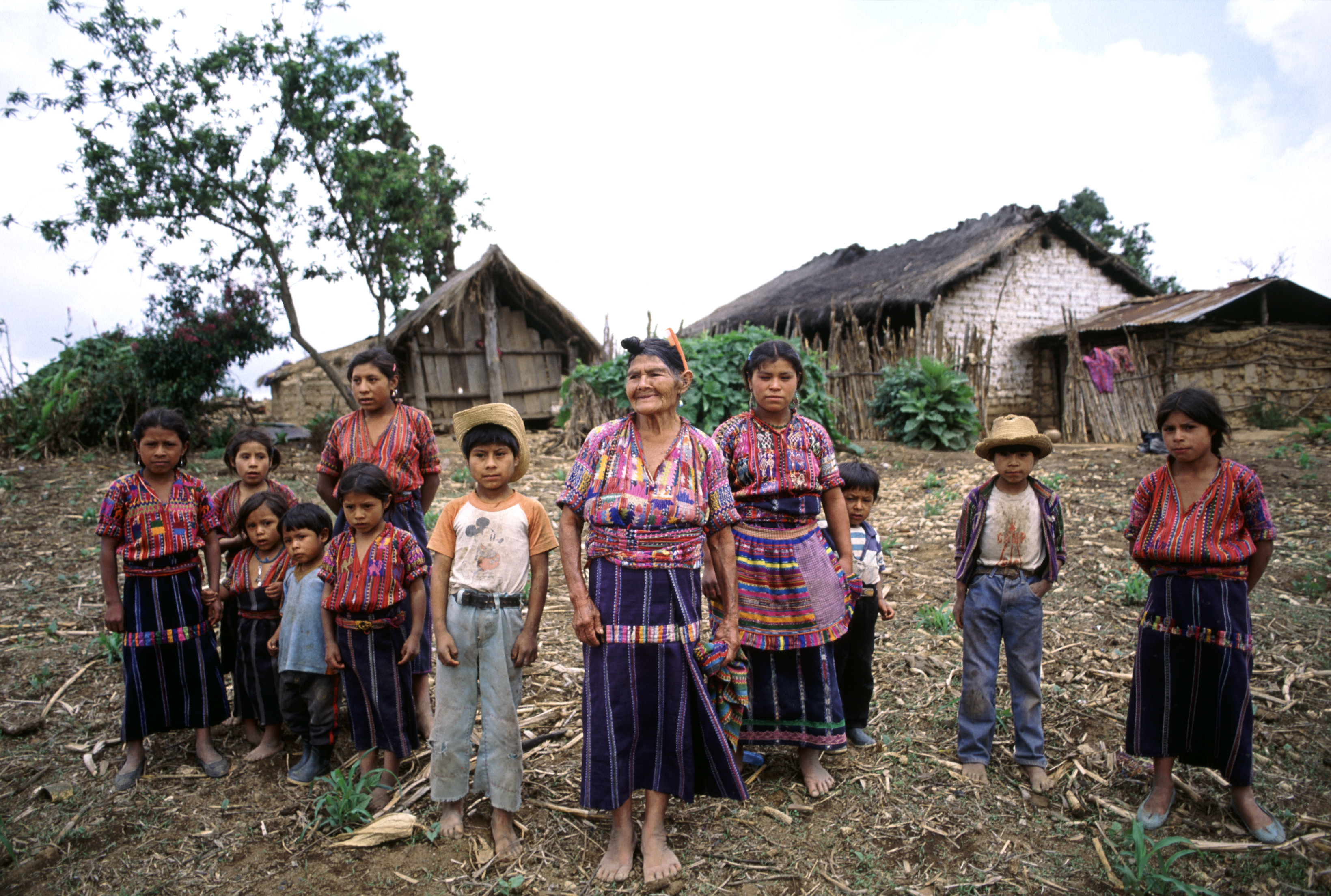
Cakchiquel Familie in Patzutzun (1993)
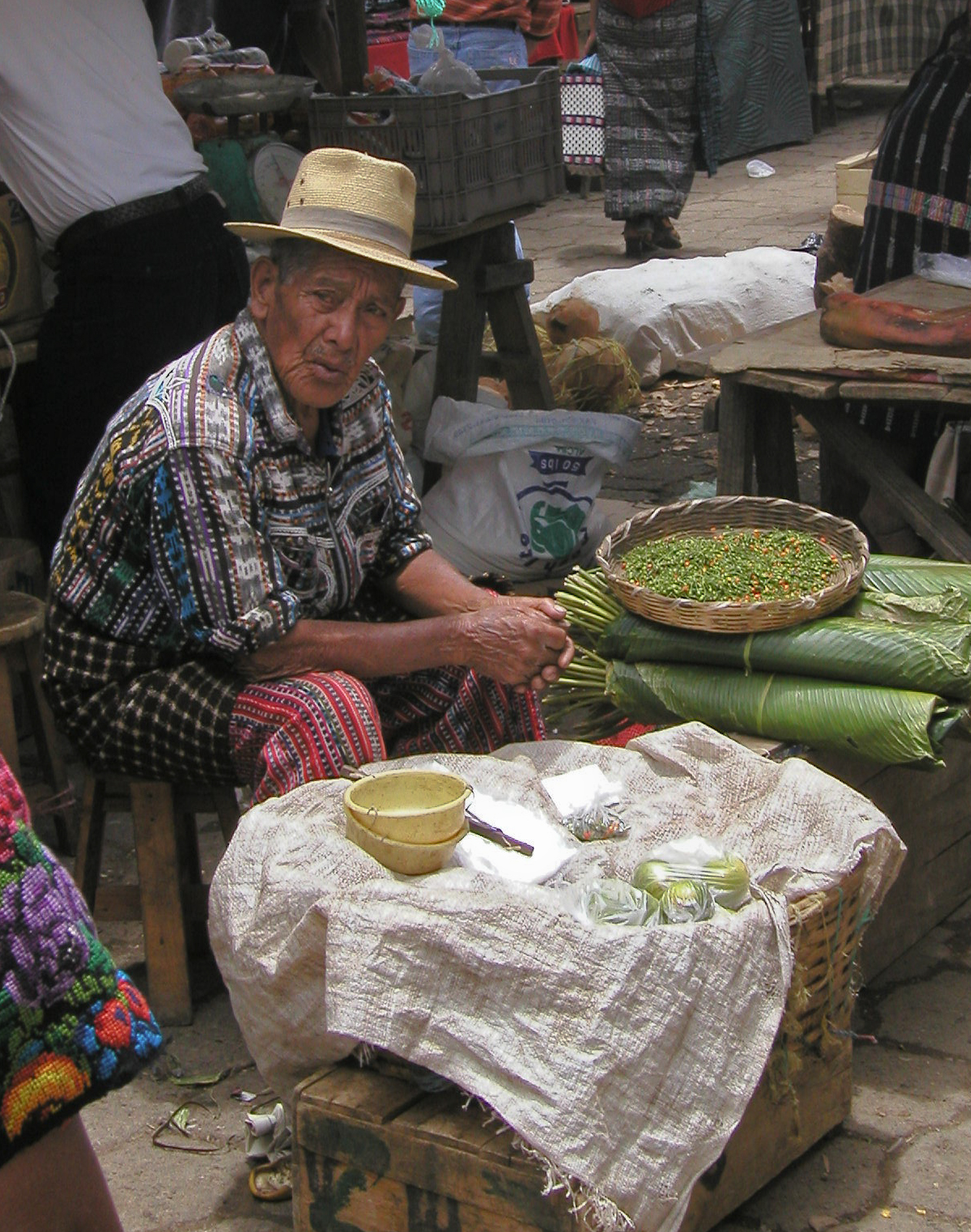
Cakchiquel Mann auf einem Markt in Sololá (2004)